# Садовое (Криворожский район)
Садовое (укр. Садове; до 2016 года — Ленина, укр. Леніна) — село,
Красовский сельский совет,
Криворожский район,
Днепропетровская область,
Украина.
Код КОАТУУ — 1221883505. Население по переписи 2001 года составляло 212 человек.

## Географическое положение
Село Садовое находится на правом берегу Красинского водохранилища, выше по течению на расстоянии в 0,5 км расположено село Красное.
К селу примыкает большой массив садовых участков.

## История
Возникло в ходе слияния более мелких населённых пунктов, в том числе бывших еврейских земледельческих колоний Полтавцы и Таганча.